# 直腸検査
直腸検査（ちょくちょうけんさ、英: rectal palpation, rectal examination）は、医学、もしくは獣医学の診察に際し、ヒトを含む大動物および中小動物において用いられる触診の一つ。直腸診（ちょくちょうしん）と称されることや直検（ちょっけん）と略されることがある。ヒトに対しては指を、ウシ、ウマのような大型獣では手および腕を直腸内に挿入し、目的臓器を触診する。消化器系、生殖器系の形態異常、妊娠の診断に利用される。特に大動物診療領域では交配適期の判断、繁殖障害の診断、妊娠診断のために頻繁に行われる。